# Młodzieżowe Mistrzostwa Ukrainy w piłce nożnej
Młodzieżowe Mistrzostwa Ukrainy w piłce nożnej (U-21) (ukr. Молодіжна першість України з футболу, Mołodiżna perszist' Ukrajiny z futbołu) rozgrywane są od 2004 roku. Rozgrywki odbywają się spośród drużyn młodzieżowych (do 21 lat) klubów, występujących tylko w Premier Lidze. 
Do 2008 roku Mołodiżna perszist nazywała się Turnir dubłeriw (Turniej rezerw). Od sezonu 2004/05 w rozgrywkach Młodzieżowych Mistrzostw Ukrainy uczestniczy 16 drużyn, które systemem jesień-wiosna rozgrywają swoje mecze zgodnie kalendarza dla klubów Premier Lihi, o jeden dzień wcześniej niż kiedy grają pierwsze drużyny. Rotacja ligi odbywa się zgodnie z rotacją klubów Premier Lihi. Podczas meczu dozwolono zrobić aż do siedmiu zmian. Na boisku jednocześnie nie może być więcej niż 3 piłkarzy oraz 1 bramkarza, które są starsze 21 lat lub są obcokrajowcami.

## Młodzieżowe Mistrzowie Ukrainy
| Sezon   | Mistrz                | Wicemistrz            | III miejsce             |
| ------- | --------------------- | --------------------- | ----------------------- |
| 2004/05 | Dynamo-d Kijów        | Illicziwec-d Mariupol | Metalist-d Charków      |
| 2005/06 | Dynamo-d Kijów        | Metalist-d Charków    | Illicziwec-d Mariupol   |
| 2006/07 | Dynamo-d Kijów        | Szachtar-d Donieck    | Czornomorec-d Odessa    |
| 2007/08 | Dynamo-d Kijów        | Metałurh-d Zaporoże   | Metalist-d Charków      |
| 2008/09 | Szachtar U-21 Donieck | Dynamo U-21 Kijów     | Czornomorec U-21 Odessa |
| 2009/10 | Karpaty U-21 Lwów     | Szachtar U-21 Donieck | Dynamo U-21 Kijów       |

## Zdobywcy tytułów mistrzowskich

### Mistrz Ukrainy
- Dynamo U-21 Kijów – 4 razy
- Szachtar U-21 Donieck – 1 raz
- Karpaty U-21 Lwów – 1 raz